# Cem Cengiz Uzan
Pour les articles homonymes, voir Uzan (homonymie).
Cem Cengiz Uzan est un homme d'affaires turc né le 26 décembre 1960 à Adapazarı. Il est un temps propriétaire du groupe Star (Star TV, journal Star, etc.), de Hürriyet Int et des deux clubs de football turcs Adanaspor et Istanbulspor.

## Biographie
Issu d'une famille qui a fait fortune dans le secteur immobilier, Cem Cengiz Uzan était l'un des hommes les plus riches de Turquie au début des années 2000. Avec son père et son frère, il possédait environ 200 sociétés dans le pays et une quarantaine à l'étranger. Fréquentant la jet-set, il possède un Boeing privé et deux appartements dans la Trump Tower de New York.
Il s'est reconverti en homme politique et a participé aux élections législatives de 2002 et a obtenu 7,26 % des votes avec son mouvement, le Parti Jeune. 

## Problèmes avec la justice
En 2002,  Motorola et Nokia avec la complicité évidente de Recep Tayyip Erdoğan et Fethullah Gülen (ancien allié de l'AKP) l'accusent d’avoir siphonné plusieurs milliards de dollars destinés aux investissements de sa société de téléphonie Telsim. La banque familiale Imar fait par ailleurs faillite, révélant une double comptabilité et un trou de 5 milliards d’euros dans les comptes. En août 2003, alors que Recep Tayyip Erdoğan vient de devenir Premier ministre, la justice turque la met sous tutelle et saisissent les avoirs familiaux. Cem Cengiz Uzan est condamné à 53 ans de prison en Turquie, ainsi qu'aux États-Unis et au Royaume-Uni, notamment à rembourser plusieurs milliards de dollars pour les affaires Motorola et Nokia. Pour sa part, Cem Cengiz Uzan affirme être victime d’un complot politique, son parti ayant été opposé à Erdogan lors des élections législatives de 2002.
En 2009, Motorola et Nokia gagnent un jugement de 4,8 milliards de dollars contre la famille Uzan. La famille n'a pas comparu devant la cour et le juge a émis un ordre d'arrestation aux États-Unis. 
La même année, il a fui en France après avoir été inculpé de racket en Turquie. L'ancien secrétaire général de l'Élysée Claude Guéant est soupçonné l'avoir aidé à obtenir un droit d'asile contre rémunération.
Le 15 avril 2010, Uzan a été condamné à 23 années de prison lors du jugement auquel il ne s'est pas présenté.
Le 29 mars 2013, sa peine a été revue à 18 années et demie de prison. Les chefs d'accusation ont été revues et il a été reconnu coupable de détournement d'argent au sein du conglomérat de la famille Uzan des banques vers les entreprises de construction. Il a obtenu l'asile en France, en fuite de la Turquie où un mandat d'arrêt le recherche,.

## Sources
1. ↑  haber3.com Titre de séjour de Cem Uzan en France
2. 1 2 3  François de Labarre et François Labrouillère, « L'étau se resserre autour de Claude Guéant », Paris Match, semaine du 7 au 13 juin 2018, p. 72-73.
3. 1 2  (en) « Bloomberg Politics », sur Bloomberg.com (consulté le 10 avril 2023).
4. ↑  « Istanbul Times - Expert report caused Cem Uzan to flee, sources say », sur newistanbultimes.com via Wikiwix (consulté le 3 novembre 2023).
5. ↑  http://www.todayszaman.com/news-207572-100-fugitive-businessman-uzan-receives-23-year-prison-sentence.html
6. ↑  Il a obtenu la protection subsidiaire d'après Jean-François Julliard, « Guéant chaperon d'un milliardaire turc », Le Canard enchaîné, 10 juin 2013, p. 3.
7. ↑  http://www.todayszaman.com/news-311152-court-hands-down-185-year-sentence-to-turkish-businessman-uzan.html
8. ↑  « Turkish businessman Cem Uzan sentenced to 18 years in prison », sur hurriyetdailynews.com, 30 mars 2013 (consulté le 20 août 2020).